# Waldemar Lodziński
Waldemar Lodziński (ur. 18 grudnia 1960) – polski dziennikarz sportowy. 

## Życiorys
W latach 1982–1987 studiował na Wydziale Dziennikarstwa i Nauk Politycznych Uniwersytetu Jagiellońskiego w Krakowie, gdzie uzyskał dyplom magistra dziennikarstwa. Jego promotorem był prof. Walery Pisarek. 
Karierę zawodową  rozpoczął  w październiku 1987 roku w Młodzieżowej Agencji Wydawniczej jako dziennikarz w tygodniku "Piłka Nożna".  W grudniu 1990 r. odszedł z wydawnictwa i objął funkcję redaktora naczelnego polonijnego tygodnika "Sport Review", którą pełnił do stycznia 1992 roku, a od lutego do końca maja tego roku pracował jako dziennikarz w gazecie "Obserwator Codzienny". W czerwcu wrócił do tygodnika "Piłka Nożna" wydawanego już wówczas przez firmę "Profus Management" obejmując stanowisko zastępcy redaktora naczelnego. W październiku 1994 roku został mianowany przez wydawcę redaktorem naczelnym tygodnika "Piłka Nożna", miesięcznika "Piłka Nożna Plus" i dwumiesięcznika "Biblioteczka Piłki Nożnej". Funkcje te pełnił do września 1998 roku, kiedy to w wyniku reorganizacji został dyrektorem wydawnictwa z zachowaniem obowiązków redaktora naczelnego miesięcznika i dwumiesięcznika. W maju 2001 roku do wydawca ponownie powierzył mu kierowanie także tygodnikiem "Piłka Nożna".   
W styczniu 2002 roku zrezygnował z pracy dla wydawnictwa "Profus Management", przechodząc od marca tego roku do wydawnictwa "Marguard Media Polska" na stanowisko redaktora naczelnego dziennika sportowego "Tempo". Po wypełnieniu dwuletniego kontraktu odszedł za porozumieniem stron. W 2004 roku pracował jako menedżer w wydawnictwie "EKJ", a w 2005 jako redaktor w Agencji Wydawniczo-Reklamowej "Logos".   
Od  grudnia 2005 roku do czerwca 2013 roku pracował w wydawnictwie "Axel Springer Polska" jako redaktor-wydawca w dzienniku "Fakt", z krótką przerwą w okresie od października 2006 do czerwca 2007 roku, kiedy to został oddelegowany do kupionego w tym czasie przez "Axel Springer Polska" od "Marguard Media Polska" dziennika "Przegląd Sportowy" na stanowisko zastępcy redaktora naczelnego.  
Od lipca 2013 roku jest free-lancerem, pisze teksty i opracowania analityczne na zamówienie, zajmuje się też doradztwem medialnym oraz prowadzi zajęcia ze studentami w Instytucie Dziennikarstwa, Mediów i Komunikacji Społecznej Uniwersytetu Jagiellońskiego.